# Чемпионат Европы по настольному теннису 1962
3-й чемпионат Европы по настольному теннису проходил с 31 марта по 7 апреля 1962 года в Западном Берлине, из-за чего его бойкотировали почти все социалистические страны.

## Медалисты

### Мужчины

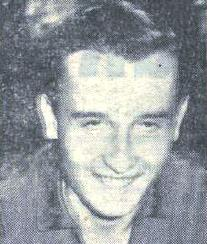
Янец Теран, чемпион Европы 1962 года в парном разряде

| Разряд               | Золото                                                                                 | Серебро                                                                        | Бронза                                                                           |
| -------------------- | -------------------------------------------------------------------------------------- | ------------------------------------------------------------------------------ | -------------------------------------------------------------------------------- |
| Одиночный разряд     | Ханс Алсер                                                                             | Эрих Арндт                                                                     | Эберхард Шёлер                                                                   |
| Одиночный разряд     | Ханс Алсер                                                                             | Эрих Арндт                                                                     | Бьёрне Мелльсторм                                                                |
| Парный разряд        | Воислав Маркович Янец Теран                                                            | Эдвард Вецко Иштван Корпа                                                      | Карл Веграт Ханс Йелль                                                           |
| Парный разряд        | Воислав Маркович Янец Теран                                                            | Эдвард Вецко Иштван Корпа                                                      | Эберхард Шёлер Дитер Форстер                                                     |
| Командное первенство | Югославия · Воислав Маркович · Иштван Корпа · Зелько Хрбуд · Янец Теран · Эдвард Вецко | Швеция · Кент Йоханссон · Бьёрне Мелльсторм · Тони Ларссон · Стеллан Бенгтссон | ФРГ · Эрих Арндт · Дитер Михалек · Эберхард Шёлер · Петер Хюбнер · Дитер Форстер |
| Командное первенство | Югославия · Воислав Маркович · Иштван Корпа · Зелько Хрбуд · Янец Теран · Эдвард Вецко | Швеция · Кент Йоханссон · Бьёрне Мелльсторм · Тони Ларссон · Стеллан Бенгтссон | Англия · Джеффри Ингбер · Ян Харрисон · Роберт Стивенс · Алан Родес              |

### Женщины
| Разряд               | Золото                                                          | Серебро                                        | Бронза                          |
| -------------------- | --------------------------------------------------------------- | ---------------------------------------------- | ------------------------------- |
| Одиночный разряд     | Агнеш Шимон                                                     | Диана Роув                                     | Инге Харст                      |
| Одиночный разряд     | Агнеш Шимон                                                     | Диана Роув                                     | Урсель Маттиас                  |
| Парный разряд        | Мэри Шэннон Диана Роув                                          | Агнеш Шимон Инге Хар                           | Бритт Андерссон Биргитта Тенгер |
| Парный разряд        | Мэри Шэннон Диана Роув                                          | Агнеш Шимон Инге Хар                           | Ода Миленхаузен Ильзе Лантерман |
| Командное первенство | ФРГ · Агнеш Шимон · Инге Харст · Эдит Буххольц · Урсель Маттиас | Англия · Диана Роув · Мэри Шэннон · Лесли Белл |                                 |

### Микст
| Разряд           | Золото                 | Серебро                    | Бронза                        |
| ---------------- | ---------------------- | -------------------------- | ----------------------------- |
| Смешанный разряд | Ханс Альсер Инге Харст | Эберхард Шёлер Агнес Зимон | Роберт Стивенс Диана Роув     |
| Смешанный разряд | Ханс Альсер Инге Харст | Эберхард Шёлер Агнес Зимон | Воислав Маркович Моник Альбер |